# Elena Eugenija
Elena (bugarski Елена) bila je carica Bugarske. Ona je bila druga supruga cara Bugarske Ivana Asena I.
Njezino je podrijetlo nepoznato. Prema jednoj je teoriji bila kći srbijanskog velikog kneza Stefana Nemanje i njegove žene Ane Nemanjić. Ipak, to nije vjerojatno.
Elena se udala za Ivana kad je imala trinaest godina, 1183.
Ivan i Elena su postali roditelji barem dvoje djece. Naime, Elena je rodila budućeg cara Ivana Asena II. i princa Aleksandra, koji je bio sebastokratōr.
Nakon muževljeve je smrti Elena postala redovnica Eugenija (Евгения).
Elena je bila baka bizantske carice Elene i Kalimana Asena II.